# Collegio elettorale di Bricherasio (Regno d'Italia)
Il collegio elettorale di Bricherasio è stato un collegio elettorale uninominale del Regno d'Italia per l'elezione della Camera dei deputati.

## Storia
Il collegio uninominale venne istituito, insieme ad altri 442, tramite regio decreto 17 dicembre 1860, n. 4513.
Fu soppresso nel 1882 in seguito alla riforma che stabilì complessivamente 135 collegi elettorali.
Venne poi ricostituito come collegio uninominale tramite regio decreto 14 giugno 1891, n. 280, in seguito alla riforma che stabilì complessivamente 508 collegi elettorali.
Fu soppresso nel 1919 in seguito alla riforma che definì 54 collegi elettorali.
| Legislature           | VIII | IX   | X    | XI   | XII  | XIII | XIV  | XV   | XVI  | XVII | XVIII | XIX  | XX   | XXI  | XXII | XXIII | XXIV | XXV  | XXVI | XXVII | XXVIII | XXIX | XXX  |
| --------------------- | ---- | ---- | ---- | ---- | ---- | ---- | ---- | ---- | ---- | ---- | ----- | ---- | ---- | ---- | ---- | ----- | ---- | ---- | ---- | ----- | ------ | ---- | ---- |
| Elezioni              | 1861 | 1865 | 1867 | 1870 | 1874 | 1876 | 1880 | 1882 | 1886 | 1890 | 1892  | 1895 | 1897 | 1900 | 1904 | 1909  | 1913 | 1919 | 1921 | 1924  | 1929   | 1934 | 1939 |
| Deputati nel collegio | 1    | 1    | 1    | 1    | 1    | 1    | 1    |      |      |      | 1     | 1    | 1    | 1    | 1    | 1     | 1    |      |      |       |        |      |      |
|                       |      |      |      |      |      |      |      |      |      |      |       |      |      |      |      |       |      |      |      |       |        |      |      |
| Totale eletti         | 443  | 493  | 493  | 508  | 508  | 508  | 508  | 508  | 508  | 508  | 508   | 508  | 508  | 508  | 508  | 508   | 508  | 508  | 535  | 535   | 400    | 400  |      |
| Numero collegi        | 443  | 493  | 493  | 508  | 508  | 508  | 508  | 135  | 135  | 135  | 508   | 508  | 508  | 508  | 508  | 508   | 508  | 54   | 40   | 15    | 1      | 1    |      |

## Dati elettorali
Nel collegio si svolsero elezioni per quattordici legislature.

### VIII legislatura
Le votazioni si svolsero in 443 collegi uninominali a doppio turno. Come previsto dalla legge elettorale del 17 dicembre 1860, era eletto al primo turno il candidato che «riunisce in suo favore più del terzo dei voti del total numero dei membri componenti il collegio e più della metà dei suffragi dati dai votanti presenti all'adunanza» (art. 91). Se nessun candidato era eletto, al ballottaggio tra i due candidati con più voti era eletto chi otteneva il maggior numero di voti (art. 92) o, in caso di ugual numero di voti, il maggiore d'età (art. 93).
| Partito                    | Partito                    | Candidato                  | Risultati 27 gennaio 1861 | Risultati 27 gennaio 1861 |
| Partito                    | Partito                    | Candidato                  | Voti                      | %                         |
| -------------------------- | -------------------------- | -------------------------- | ------------------------- | ------------------------- |
|                            | —                          | Emanuele Luserna di Rorà   | 613                       | 97,77                     |
|                            | —                          | Voti dispersi              | 14                        | 2,23                      |
|                            |                            |                            |                           |                           |
| Iscritti                   | Iscritti                   | Iscritti                   | 950                       | 100,00                    |
| ↳ Votanti (% su iscritti)  | ↳ Votanti (% su iscritti)  | ↳ Votanti (% su iscritti)  | 657                       | 69,16                     |
| ↳ Astenuti (% su iscritti) | ↳ Astenuti (% su iscritti) | ↳ Astenuti (% su iscritti) | 293                       | 30,84                     |

### IX legislatura
Le votazioni si svolsero in 493 collegi uninominali a doppio turno con la stessa normativa precedente (al primo turno un numero di voti maggiore di un terzo degli iscritti al voto).
| Partito                    | Partito                    | Candidato                  | Risultati 22 ottobre 1865 | Risultati 22 ottobre 1865 |
| Partito                    | Partito                    | Candidato                  | Voti                      | %                         |
| -------------------------- | -------------------------- | -------------------------- | ------------------------- | ------------------------- |
|                            | —                          | Filippo Brignone           | 522                       | 94,91                     |
|                            | —                          | Emanuele Luserna di Rorà   | 28                        | 5,09                      |
|                            |                            |                            |                           |                           |
| Iscritti                   | Iscritti                   | Iscritti                   | 1 103                     | 100,00                    |
| ↳ Votanti (% su iscritti)  | ↳ Votanti (% su iscritti)  | ↳ Votanti (% su iscritti)  | 582                       | 52,77                     |
| ↳ Astenuti (% su iscritti) | ↳ Astenuti (% su iscritti) | ↳ Astenuti (% su iscritti) | 521                       | 47,23                     |

### X legislatura
Le votazioni si svolsero in 493 collegi uninominali a doppio turno con la stessa normativa precedente (al primo turno un numero di voti maggiore di un terzo degli iscritti al voto).
| Partito                    | Partito                    | Candidato                  | Risultati 10 marzo 1867 | Risultati 10 marzo 1867 |
| Partito                    | Partito                    | Candidato                  | Voti                    | %                       |
| -------------------------- | -------------------------- | -------------------------- | ----------------------- | ----------------------- |
|                            | —                          | Filippo Brignone           | 369                     | 59,71                   |
|                            | —                          | Vincenzo Rossi             | 180                     | 29,13                   |
|                            | —                          | Davide Levi                | 69                      | 11,17                   |
|                            |                            |                            |                         |                         |
| Iscritti                   | Iscritti                   | Iscritti                   | 1 069                   | 100,00                  |
| ↳ Votanti (% su iscritti)  | ↳ Votanti (% su iscritti)  | ↳ Votanti (% su iscritti)  | 672                     | 62,86                   |
| ↳ Astenuti (% su iscritti) | ↳ Astenuti (% su iscritti) | ↳ Astenuti (% su iscritti) | 397                     | 37,14                   |

### XI legislatura
Le votazioni si svolsero in 508 collegi uninominali a doppio turno con la normativa del 1860 (al primo turno un numero di voti maggiore di un terzo degli iscritti al voto).
| Partito                    | Partito                    | Candidato                  | Risultati 20 novembre 1870 | Risultati 20 novembre 1870 |
| Partito                    | Partito                    | Candidato                  | Voti                       | %                          |
| -------------------------- | -------------------------- | -------------------------- | -------------------------- | -------------------------- |
|                            | —                          | Filippo Brignone           | 428                        | 98,39                      |
|                            | —                          | Giovanni Enrico Poët       | 7                          | 1,61                       |
|                            |                            |                            |                            |                            |
| Iscritti                   | Iscritti                   | Iscritti                   | 908                        | 100,00                     |
| ↳ Votanti (% su iscritti)  | ↳ Votanti (% su iscritti)  | ↳ Votanti (% su iscritti)  | 441                        | 48,57                      |
| ↳ Astenuti (% su iscritti) | ↳ Astenuti (% su iscritti) | ↳ Astenuti (% su iscritti) | 467                        | 51,43                      |

Il 9 novembre 1872 il deputato . Brignone fu nominato Senatore del Regno e la nomina fu convalidata ed accettata il 16 dicembre successivo. Si procedette perciò ad indire un'elezione suppletiva nel collegio per il 22 dicembre 1872.
| Partito                    | Partito                    | Candidato                  | Risultati 22 dicembre 1872 | Risultati 22 dicembre 1872 |
| Partito                    | Partito                    | Candidato                  | Voti                       | %                          |
| -------------------------- | -------------------------- | -------------------------- | -------------------------- | -------------------------- |
|                            | —                          | Luigi Tegas                | 528                        | 98,51                      |
|                            | —                          | Daniele Peyrot             | 8                          | 1,49                       |
|                            |                            |                            |                            |                            |
| Iscritti                   | Iscritti                   | Iscritti                   | 962                        | 100,00                     |
| ↳ Votanti (% su iscritti)  | ↳ Votanti (% su iscritti)  | ↳ Votanti (% su iscritti)  | 542                        | 56,34                      |
| ↳ Astenuti (% su iscritti) | ↳ Astenuti (% su iscritti) | ↳ Astenuti (% su iscritti) | 420                        | 43,66                      |

### XII legislatura
Le votazioni si svolsero in 508 collegi uninominali a doppio turno con la normativa del 1860 (al primo turno un numero di voti maggiore di un terzo degli iscritti al voto).
| Partito                    | Partito                    | Candidato                  | Risultati 8 novembre 1874 | Risultati 8 novembre 1874 |
| Partito                    | Partito                    | Candidato                  | Voti                      | %                         |
| -------------------------- | -------------------------- | -------------------------- | ------------------------- | ------------------------- |
|                            | —                          | Luigi Tegas                | 360                       | 69,10                     |
|                            | —                          | Giuseppe Buniva            | 161                       | 30,90                     |
|                            |                            |                            |                           |                           |
| Iscritti                   | Iscritti                   | Iscritti                   | 971                       | 100,00                    |
| ↳ Votanti (% su iscritti)  | ↳ Votanti (% su iscritti)  | ↳ Votanti (% su iscritti)  | 530                       | 54,58                     |
| ↳ Astenuti (% su iscritti) | ↳ Astenuti (% su iscritti) | ↳ Astenuti (% su iscritti) | 441                       | 45,42                     |

### XIII legislatura
Le votazioni si svolsero in 508 collegi uninominali a doppio turno con la normativa del 1860 (al primo turno un numero di voti maggiore di un terzo degli iscritti al voto).
| Partito                    | Partito                    | Candidato                  | Risultati 5 novembre 1876 | Risultati 5 novembre 1876 |
| Partito                    | Partito                    | Candidato                  | Voti                      | %                         |
| -------------------------- | -------------------------- | -------------------------- | ------------------------- | ------------------------- |
|                            | —                          | Clemente Corte             | 331                       | 63,65                     |
|                            | —                          | Luigi Tegas                | 189                       | 36,35                     |
|                            |                            |                            |                           |                           |
| Iscritti                   | Iscritti                   | Iscritti                   | 843                       | 100,00                    |
| ↳ Votanti (% su iscritti)  | ↳ Votanti (% su iscritti)  | ↳ Votanti (% su iscritti)  | 537                       | 63,70                     |
| ↳ Astenuti (% su iscritti) | ↳ Astenuti (% su iscritti) | ↳ Astenuti (% su iscritti) | 306                       | 36,30                     |

ll deputato Corte optò per il collegio di Rovigo il 1º dicembre successivo. Fu indetta l'elezione suppletiva  per il 7 gennaio 1877.
| Partito                    | Partito                    | Candidato                       | Risultati 7 gennaio 1877 | Risultati 7 gennaio 1877 |
| Partito                    | Partito                    | Candidato                       | Voti                     | %                        |
| -------------------------- | -------------------------- | ------------------------------- | ------------------------ | ------------------------ |
|                            | —                          | Giovanni Battista Enrico Geymet | 306                      | 52,67                    |
|                            | —                          | Adolfo Pellegrini               | 275                      | 47,33                    |
|                            |                            |                                 |                          |                          |
| Iscritti                   | Iscritti                   | Iscritti                        | 842                      | 100,00                   |
| ↳ Votanti (% su iscritti)  | ↳ Votanti (% su iscritti)  | ↳ Votanti (% su iscritti)       | 590                      | 70,07                    |
| ↳ Astenuti (% su iscritti) | ↳ Astenuti (% su iscritti) | ↳ Astenuti (% su iscritti)      | 252                      | 29,93                    |

Il deputato Geymet fu promosso a colonnello il 15 luglio 1877 e si procedette ad indire un'elezione suppletiva per il 19 agosto 1877.
| Partito                    | Partito                    | Candidato                       | Risultati 19 agosto 1877 | Risultati 19 agosto 1877 |
| Partito                    | Partito                    | Candidato                       | Voti                     | %                        |
| -------------------------- | -------------------------- | ------------------------------- | ------------------------ | ------------------------ |
|                            | —                          | Giovanni Battista Enrico Geymet | 341                      | 55,45                    |
|                            | —                          | Adolfo Pellegrini               | 274                      | 44,55                    |
|                            |                            |                                 |                          |                          |
| Iscritti                   | Iscritti                   | Iscritti                        | 907                      | 100,00                   |
| ↳ Votanti (% su iscritti)  | ↳ Votanti (% su iscritti)  | ↳ Votanti (% su iscritti)       | 625                      | 68,91                    |
| ↳ Astenuti (% su iscritti) | ↳ Astenuti (% su iscritti) | ↳ Astenuti (% su iscritti)      | 282                      | 31,09                    |

### XIV legislatura
Le votazioni si svolsero in 508 collegi uninominali a doppio turno con la normativa del 1860 (al primo turno un numero di voti maggiore di un terzo degli iscritti al voto).
| Partito                    | Partito                    | Candidato                       | Risultati 16 maggio 1880 | Risultati 16 maggio 1880 |
| Partito                    | Partito                    | Candidato                       | Voti                     | %                        |
| -------------------------- | -------------------------- | ------------------------------- | ------------------------ | ------------------------ |
|                            | —                          | Giovanni Battista Enrico Geymet | 370                      | 55,81                    |
|                            | —                          | Adolfo Pellegrini               | 293                      | 44,19                    |
|                            |                            |                                 |                          |                          |
| Iscritti                   | Iscritti                   | Iscritti                        | 915                      | 100,00                   |
| ↳ Votanti (% su iscritti)  | ↳ Votanti (% su iscritti)  | ↳ Votanti (% su iscritti)       | 674                      | 73,66                    |
| ↳ Astenuti (% su iscritti) | ↳ Astenuti (% su iscritti) | ↳ Astenuti (% su iscritti)      | 241                      | 26,34                    |

### XVIII legislatura
Le votazioni si svolsero in 508 collegi uninominali a doppio turno. Come previsto dalla legge elettorale politica del 28 giugno 1892, era eletto al primo turno il candidato che «ha ottenuto un numero di voti maggiore del sesto del numero totale degli elettori iscritti nella lista del collegio e più della metà dei suffragi dati dai votanti» escludendo le schede nulle (art. 74). Se nessun candidato era eletto, al ballottaggio tra i due candidati con più voti (art. 75) era eletto chi otteneva il maggior numero di voti oppure, in caso di ugual numero di voti, il maggiore d'età (art. 77).
| Partito                    | Partito                    | Candidato                  | Risultati 6 novembre 1892 | Risultati 6 novembre 1892 |
| Partito                    | Partito                    | Candidato                  | Voti                      | %                         |
| -------------------------- | -------------------------- | -------------------------- | ------------------------- | ------------------------- |
|                            | —                          | Giulio Peyrot              | 2 699                     | 58,41                     |
|                            | —                          | Maurizio Rorà di Lucerna   | 1 546                     | 33,46                     |
|                            | —                          | Ferdinando Turin           | 376                       | 8,14                      |
|                            |                            |                            |                           |                           |
| Iscritti                   | Iscritti                   | Iscritti                   | 6 473                     | 100,00                    |
| ↳ Votanti (% su iscritti)  | ↳ Votanti (% su iscritti)  | ↳ Votanti (% su iscritti)  | 4 642                     | 71,71                     |
| ↳ Astenuti (% su iscritti) | ↳ Astenuti (% su iscritti) | ↳ Astenuti (% su iscritti) | 1 831                     | 28,29                     |

### XIX legislatura
Le votazioni si svolsero in 508 collegi uninominali a doppio turno con la normativa del 1892 (al primo turno un numero di voti maggiore di un sesto degli iscritti al voto).
| Partito                    | Partito                    | Candidato                  | Risultati 26 maggio 1895 | Risultati 26 maggio 1895 |
| Partito                    | Partito                    | Candidato                  | Voti                     | %                        |
| -------------------------- | -------------------------- | -------------------------- | ------------------------ | ------------------------ |
|                            | —                          | Giulio Peyrot              | 1 782                    | 97,91                    |
|                            | —                          | Maurizio Rorà di Lucerna   | 38                       | 2,09                     |
|                            |                            |                            |                          |                          |
| Iscritti                   | Iscritti                   | Iscritti                   | 3 242                    | 100,00                   |
| ↳ Votanti (% su iscritti)  | ↳ Votanti (% su iscritti)  | ↳ Votanti (% su iscritti)  | 1 919                    | 59,19                    |
| ↳ Astenuti (% su iscritti) | ↳ Astenuti (% su iscritti) | ↳ Astenuti (% su iscritti) | 1 323                    | 40,81                    |

Il deputato Peyrot morì nel corso della legislatura il 2 novembre 1896. Fu perciò indetta un'elezione suppletiva per il 13 dicembre 1896,
| Partito                    | Partito                    | Candidato                  | Risultati 13 dicembre 1896 | Risultati 13 dicembre 1896 |
| Partito                    | Partito                    | Candidato                  | Voti                       | %                          |
| -------------------------- | -------------------------- | -------------------------- | -------------------------- | -------------------------- |
|                            | —                          | Enrico Soulier             | 1 448                      | 56,06                      |
|                            | —                          | Eugenio Carmussi           | 1 135                      | 43,94                      |
|                            |                            |                            |                            |                            |
| Iscritti                   | Iscritti                   | Iscritti                   | 3 319                      | 100,00                     |
| ↳ Votanti (% su iscritti)  | ↳ Votanti (% su iscritti)  | ↳ Votanti (% su iscritti)  | 2 643                      | 79,63                      |
| ↳ Astenuti (% su iscritti) | ↳ Astenuti (% su iscritti) | ↳ Astenuti (% su iscritti) | 676                        | 20,37                      |

### XX legislatura
Le votazioni si svolsero in 508 collegi uninominali a doppio turno con la normativa del 1892 (al primo turno un numero di voti maggiore di un sesto degli iscritti al voto).
| Partito                    | Partito                    | Candidato                  | Risultati 21 marzo 1897 | Risultati 21 marzo 1897 |
| Partito                    | Partito                    | Candidato                  | Voti                    | %                       |
| -------------------------- | -------------------------- | -------------------------- | ----------------------- | ----------------------- |
|                            | —                          | Enrico Soulier             | 1 575                   | 67,05                   |
|                            | —                          | Edoardo Giretti            | 774                     | 32,95                   |
|                            |                            |                            |                         |                         |
| Iscritti                   | Iscritti                   | Iscritti                   | 3 309                   | 100,00                  |
| ↳ Votanti (% su iscritti)  | ↳ Votanti (% su iscritti)  | ↳ Votanti (% su iscritti)  | 2 398                   | 72,47                   |
| ↳ Astenuti (% su iscritti) | ↳ Astenuti (% su iscritti) | ↳ Astenuti (% su iscritti) | 911                     | 27,53                   |

### XXI legislatura
Le votazioni si svolsero in 508 collegi uninominali a doppio turno con la normativa del 1892 (al primo turno un numero di voti maggiore di un sesto degli iscritti al voto).

### XXII legislatura
Le votazioni si svolsero in 508 collegi uninominali a doppio turno con la normativa del 1892 (al primo turno un numero di voti maggiore di un sesto degli iscritti al voto).

### XXIII legislatura
Le votazioni si svolsero in 508 collegi uninominali a doppio turno con la normativa del 1892 (al primo turno un numero di voti maggiore di un sesto degli iscritti al voto).

### XXIV legislatura
Le votazioni si svolsero negli stessi 508 collegi uninominali già esistenti ma, come previsto dal regio decreto del 26 giugno 1913, era eletto al primo turno il candidato che «ha ottenuto un numero di voti maggiore del decimo del numero totale degli elettori del collegio e più della metà dei suffragi dati dai votanti» escludendo le schede nulle (art. 91). Se nessun candidato era eletto, al ballottaggio tra i due candidati con più voti (art. 92) era eletto chi otteneva il maggior numero di voti oppure, in caso di ugual numero di voti, il maggiore d'età (art. 93).